# Проксимальный стимул
Проксимальный стимул — воздействие объекта на соответствующие рецепторы человека. Например, для зрения этим стимулом будет являться образ объекта, который отражается на сетчатке. Для слуха — совокупность реакций, вызываемых звуком во внутреннем ухе реципиента.
Термин был введен в обиход Д. Гибсоном (1904—1979) — одним из представителей современной когнитивной психологии. Он также ввел понятие дистального  стимула, который является источником проксимального стимула. Впервые на эти явления обратил внимание Курт Кофка.